# Robert Desbats
Jean Desbats dit Robert Desbats, né le 9 février 1922 à Saint-Médard-en-Jalles et mort le 13 avril 2007 à Mérignac, est un coureur cycliste français.
En 1949, il termine troisième du Tour de Catalogne. Il remporte le GP de Catox en 1952, puis le Critérium national l'année suivante. Il s'impose également au Circuit de la Vienne en 1956.

## Palmarès
- 1947
  - Circuit de la Chalosse
  - 2e du championnat de France sur route amateurs
- 1948
  - 2e étape du Tour de la Manche
  - 3e du Tour de la Manche
- 1949
  - 1re et 2e étapes du Tour de l'Ouest
  - 5e étape du Tour de Catalogne
  - 3e du Grand Prix Germain Reynier
  - 3e du Tour de Catalogne
- 1950
  - 2e du Circuit du Morbihan
  - 2e de Paris-Saint-Étienne
  - 3e des Boucles de la Seine
  - 3e du Grand Prix du Pneumatique
  - 8e de Paris-Tours
  - Grand Prix de Bordeaux
- 1951
  - Circuit de l'Aulne
  - 8e étape du Tour de l'Ouest
  - 3e du Critérium national
- 1952
  - Grand Prix Catox
  - 2e du Grand Prix d'Espéraza
- 1953
  - Critérium national
  - 3e du Circuit de la Vienne
  - 3e de Tourcoing-Dunkerque-Tourcoing
- 1954
  - Grand Prix de l'Écho d'Oran
  - Circuit boussaquin
  - 5e étape du Tour de l'Ouest
  - 2e du Circuit des Deux-Sèvres
  - 2e du Circuit du Morbihan
- 1955
  - 2e du Circuit de la Vienne
- 1956
  - Circuit de la Vienne
  - Tour de la Dordogne
  - 2e du Grand Prix du Pneumatique
  - 6e de Paris-Bruxelles
  - 6e de Paris-Tours
- 1958
  - 2e du Tour de Corrèze

## Résultats sur le Tour de France
6 participations
- 1948 : abandon (9e étape)
- 1949 : abandon (13e étape)
- 1950 : 46e
- 1951 : abandon (15e étape)
- 1953 : abandon (6e étape)
- 1955 : abandon (5e étape)